# Lissocaulus emaceratus
Lissocaulus emaceratus là một loài tò vò trong họ Ichneumonidae.